# 昆明・シンガポール鉄道
昆明・シンガポール鉄道（こんめいシンガポールてつどう）は、中国雲南省昆明市から東南アジアの全ての大陸諸国を経由してシンガポールを結ぶ鉄道である。「汎アジア鉄道」「パンアジア鉄道」（英: pan-Asian railway、中: 泛亚铁路、泛亞鐵路）と呼ばれている。

## 概要
2021年12月末の時点ではラオス中国鉄道の1路線、414キロ、全20駅が運営中。

## 運営中の路線
| 色 | 路線名         | 営業区間       | 駅数 | 営業キロ | 開通日        | 編成両数 | 車両製造所 |  |
| -- | -------------- | -------------- | ---- | -------- | ------------- | -------- | ---------- |  |
|    | 昆玉線         | 昆明- 玉渓     |      |          |               |          |            |  |
|    | 玉磨線         | 玉渓- 磨憨     |      |          |               |          |            |  |
|    | ラオス中国鉄道 | 磨憨- ボーテン | 20駅 | 414キロ  | 2021年12月3日 |          |            |  |

## 事業中の路線
| 色 | 路線名                 | 工事名 | 工事区間              | 駅数 | キロ程  | 着工       | 開通予定 |
| -- | ---------------------- | ------ | --------------------- | ---- | ------- | ---------- | -------- |
|    | バンコク・コーラート線 |        | バンコク - コーラート | 駅   | 252.3km | 2017年12月 | 2028年   |

## 歴史
もともと中国と東南アジア各地を結ぶ鉄道はイギリスとフランスの植民地時代より構想されていたが、20世紀の国際的な争いにより、地域の鉄道は分離されたままになっていた。2006年10月、アジア等の18カ国がトランス・アジア鉄道協定に署名したことにより、この構想は公式に復活することとなり、昆明・シンガポール鉄道はトランス・アジア鉄道の１つとして指定されることとなった。また、2014年からは一帯一路構想を推進する中国が積極的に域内の鉄道整備に乗り出している。
計画路線は、中国の昆明からタイのバンコクへの３路線から成っている。東ルートはベトナム、カンボジア経由、中央ルートはラオス経由、西ルートはミャンマー経由である。バンコクからシンガポールへの南半分の部分は既に長年運行されているが、高速鉄道が計画されている。
2014年時点で、中国とベトナム、中国とミャンマー、ラオスとベトナムを結ぶ部分の工事が開始されているという。ミャンマーとラオスを結ぶ区間は2011年に中国の援助により開始されたが、遅延している。日本の援助によるベトナム南北高速鉄道計画は、2010年に高額な工費のため中止された。これらの区間は当初、2020年までに完成される予定とされていた。この鉄道網は地域の経済の結びつきを強め、中国と東南アジアの経済関係を増大させるものと期待されている。